# Edmond Paul de Barth
Edmond Paul de Barth, geborene Marie Antoinette Elisabeth Marguerite de Barth (* 27. Mai 1754 in Straßburg; † 29. August 1808 in Rosendahl) war eine französische Zisterzienserin, Trappistin und Oberin von Kloster Darfeld-Rosenthal. 

## Leben und Werk
Marie Antoinette Elisabeth Marguerite de Barth war Zisterzienserin im Kloster Koenigsbruck. Nach der Auflösung ihres Klosters durch die Französische Revolution trat sie am 30. September 1797 in das von Augustin de Lestrange gegründete Kloster Sembrancher ein, das erste Trappistinnenkloster überhaupt. Sie nahm den Ordensnamen Edmond (nach Edmund Rich) Paul an und machte in führender Position von 1798 bis 1800 die von Lestrange geleitete Wanderung des Klosters nach Orscha in Weißrussland und von dort nach Darfeld mit, wo sie am 28. Dezember 1800 die Gründerpriorin des Frauenklosters Maison-Dieu de Notre Dame de la Miséricorde (Kloster Unserer Lieben Frau von der Barmherzigkeit) wurde. Nach ihrem Tod folgte ihr Hélène Van den Broeck nach.